# Borbon
Borbon é um município de  quarta classe de renda municipal (d) na província Cebu, nas Filipinas. De acordo com o censo de 1 de maio  de  2020 possui uma população de 38 187 pessoas e 9 664 domicílios.